# Templasilus bolivari
Templasilus bolivari là một loài ruồi trong họ Asilidae. Templasilus bolivari được Arias miêu tả năm 1912. Loài này phân bố ở vùng Cổ Bắc giới.